# بونانارو
بونانارو (به ایتالیایی: Bonnanaro) یک کومونه در ایتالیا است که در استان ساساری واقع شده‌است.

## خصوصیات
بونانارو ۲۱٫۸ کیلومترمربع مساحت و ۱٬۰۹۹ نفر جمعیت دارد و ۴۰۵ متر بالاتر از سطح دریا واقع شده‌است.